# 大连理工大学
大连理工大学（英語：Dalian University of Technology，曾使用），简称大工，创立于1949年4月15日，是直隶于中华人民共和国教育部的一所党委书记和校长列入中央管理的重点大学。
大连理工大学是中华人民共和国重点大学之一，是“双一流A类”和原“985工程”、“211工程”重点建设大学。大连理工大学现有三个校区，分别位于辽宁省大连市（甘井子区、金普新区）和辽宁省盘锦市。

## 历史

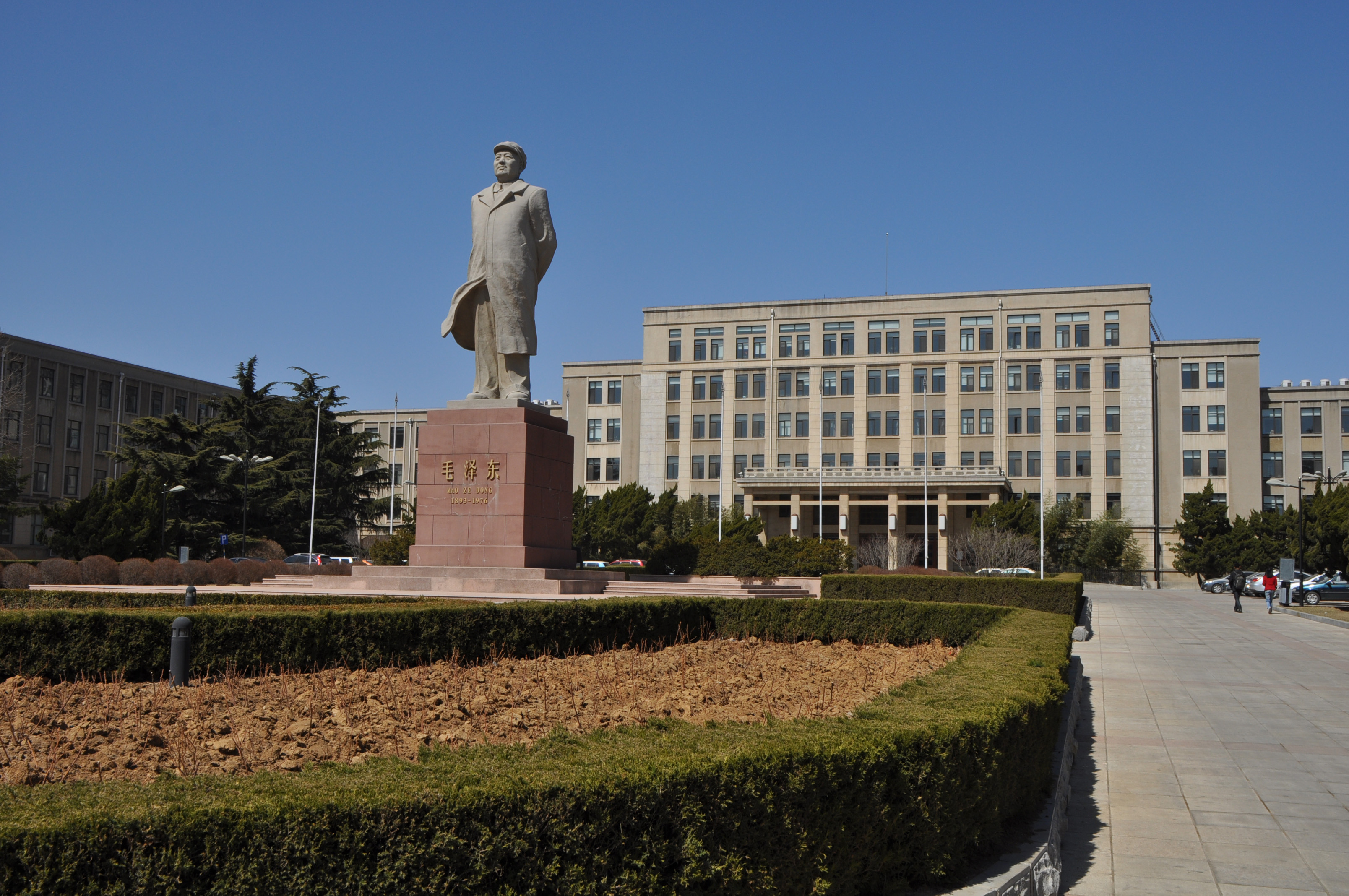
毛泽东像和主楼

### 创建
1947年，随着中国人民解放军率先夺取对中国东北地区的控制，著名医学生理学专家、时任中央军委卫生部第一副部长兼新四军卫生部部长的沈其震教授向周恩来建议在大连建设一所正规高等学府。1948年4月，经周恩来提议并经中央决议批准，大连大学筹备组设立，筹备组成员包括来自延安的教育家李一氓、化学家屈伯川博士、历史学家吕振羽、以及生理医学家沈其震等。筹备期间，沈其震等根据中央电令在香港设立公司，往返上海、香港等地，聘请海内外学者，其中第一批10多位教师乘坐香港商人租用的意大利商船绕道朝鲜抵达大连。经过一年时间的筹备，1949年4月15日，大连大学正式建立（与今大连大学不同），下设工学院、医学院、科学研究所（今中国科学院大连化学物理研究所前身）等，其中，著名教育家李一氓先生任校长，屈伯川博士担任工学院院长兼科学研究所所长，沈其震担任医学院院长。

### 1948年－1955年

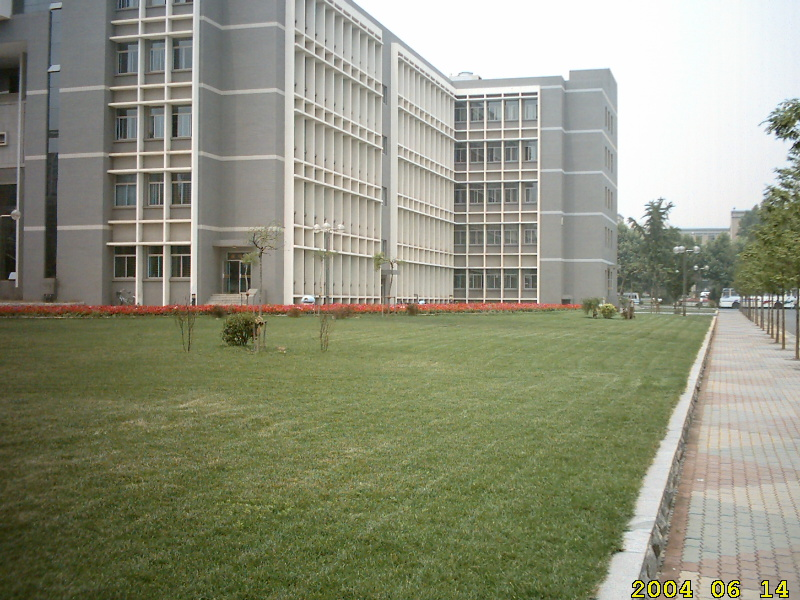
伯川图书馆

1948年至1952年期间，大连大学先后从海内外引进学者近百名，其中包括王淦昌（著名核物理学家、中国原子弹之父）、王大珩（著名光学家、中国光学学科奠基人）、张大煜（著名物理化学家、中国催化科学奠基人之一）、钱令希（教育家、中国计算力学奠基人）、吴式枢（理论物理学家）、毕德显（电子科学家，中国雷达技术奠基人）、杨槱（船舶工程专家）、彭少逸（石油化学、催化科学家）、侯毓汾（染料化学家）、王希季（物理学家）、林纪方（化工专家）等著名学者，建立了八个系，包括数学系、物理系、电讯系、电机系、水利系、化工系、船舶系、机械系、冶金系等，以及科学研究所等机构。
1950年7月，大连大学建制撤销，医学院独立为大连医学院（今大连医科大学），工学院独立为大连工学院。屈伯川任拆分后的大连工学院第一任院长。1952年至1955年之间，因为国家高等院校调整政策和学校当时地处战略前沿等因素的影响，建校初期建设的八个系和十多个学科，大部分被调整到内地其他院校或独立为国家专门科研机构，学校损失巨大。数学系被撤销，除公共数学授课外的师资调整到东北师范大学；物理系由王淦昌领衔的核物理师资被调往中国工程物理研究院；理论物理师资并入吉林大学；由王大珩领衔的光学师资被调往长春组建中国科学院仪器馆（1956年改名为中国科学院长春光学精密机械研究所，后继续分拆组建中国科学院上海光学精密机械研究所）；电机系被并入东北工学院（现东北大学）；当时国内唯一的电讯雷达系全体师生200余人于朝鲜战争爆发后全部被派往战场，战争结束后撤到张家口组建解放军军事通讯学院，后迁至西安设立西安电子科技大学；由杨槱领衔的船舶系被并入上海船舶工程学院（现上海交通大学）；化工系液体燃料组参与合并组建北京石油学院（现中国石油大学）；煤化工师资迁到山西组建中国科学院山西煤炭化学研究所；起重运输专业并入太原重型机械学院，后更名为太原科技大学；科学研究所大部分师资划归中国科学院设立中国科学院大连化学物理研究所；清华大学水利工程系并入大连工学院；哈尔滨工业大学、东北工学院的化工师资并入大连工学院。至此，大连工学院仅留下化学工程、机械工程、水利工程、力学等四个院系，成为学科较为单一的学院。

### 1955年－1978年
1958年至1960年，屈伯川、钱令希带领中青年教师组建数理力学系，重建船舶系、内燃机系和电子系等，大连工学院重新发展成为以理工为主的多科性大学。1960年10月，设立仅11年的大连工学院被评选为教育部直属全国重点大学。后来，于1978年2月，大连工学院被重新确定为全国重点大学。1978年10月，大连工学院成立旅大分校（后改名为大连工学院大连分院），1983年11月独立办学并更名为大连大学。

### 1980年－1988年
1980年，由屈伯川院长的主动争取和领导，根据中国国务院副总理邓小平与美国总统卡特签署的《中美科技管理和科技情报合作议定书》，“中国工业科技管理大连培训中心”依托大连工学院成立，开启中国大陆工商管理教育之先河。美方高度重视该中心的合作，1980年9月即首批派出由40多位经济学、管理学教授（包括两位诺贝尔经济学奖获得者）组成的首批师资队伍到大连任教。时任美国国务卿的基辛格博士主持首批培训班开学典礼，美国国务卿舒尔茨则主持了首批培训班结业典礼。鉴于当时中国大陆没有工商管理硕士（MBA）学位，早期毕业生200多人均由美国纽约州立大学布法罗分校授予工商管理硕士学位。该中心为中国培养了大批经济管理干部和企业家，李长春、王兆国等也曾在此学习。
1983年，国家教育委员会召开全国高等教育工作会议，讨论如何尽快发展中国的高等教育事业。屈伯川等联名向中央提出“关于将50所左右高等学校列为国家重大建设项目的建议”。不久，国家拨款于数所学校，但是大连工学院并未列入其中，尽管屈伯川是首提动议的数位老校长之一。1986年4月，大连工学院设立研究生院。1988年3月，大连工学院更名为大连理工大学。

### 1988年至今

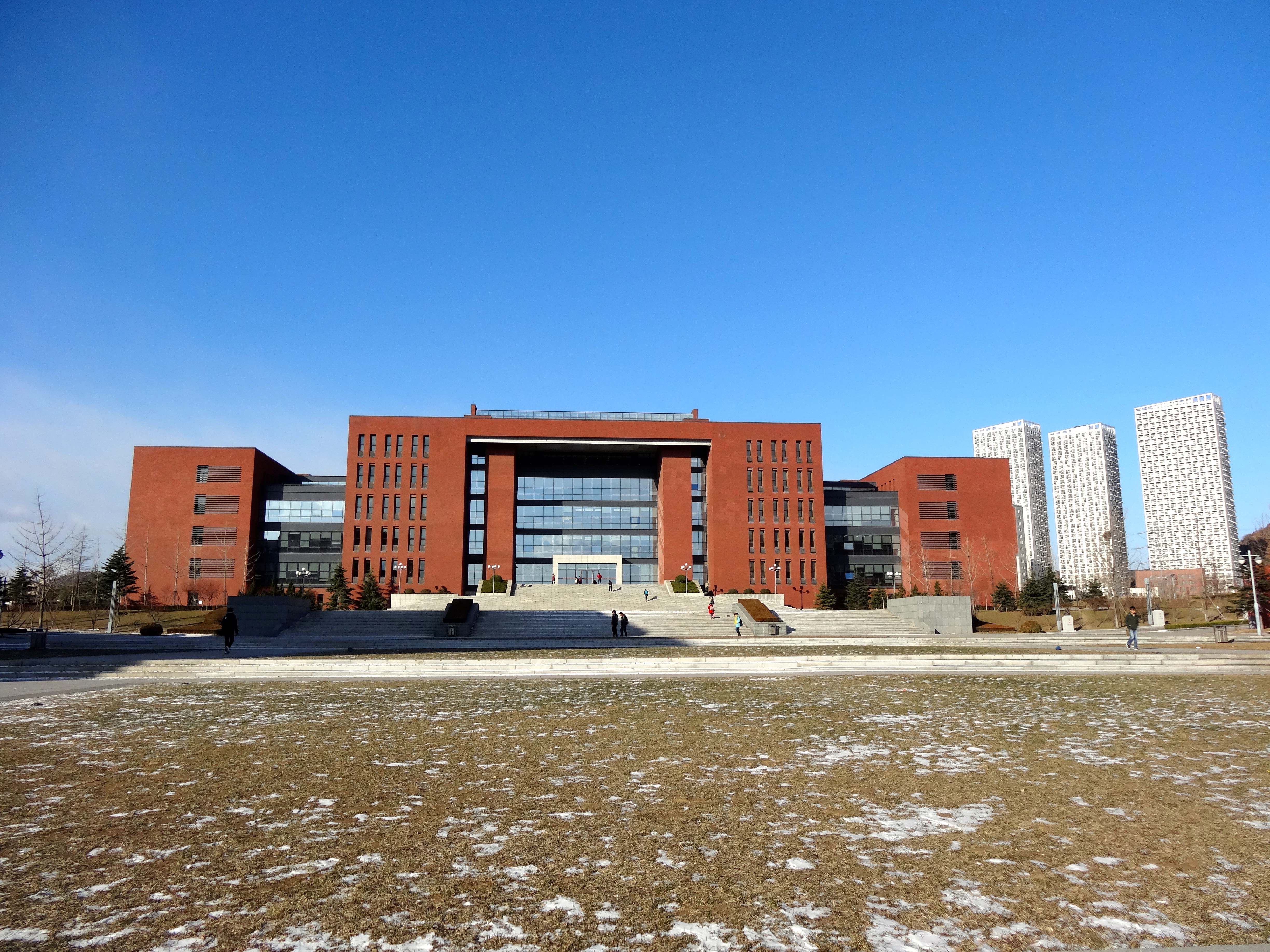
令希图书馆

2003年1月，中国工业科技管理大连培训中心加挂“国家经济贸易委员会大连经理学院”牌子，由国家经济贸易委员会负责管理。同年12月，大连理工大学被中共中央确定为中管干部学校。2006年3月中国工业科技管理大连培训中心改组为“中国大连高级经理学院”，改隶中共中央组织部，是专门培养高级经济管理人才、从事经济与社会发展重大课题研究和国际学术交流的国家教育基地。2012年，由于主管部门职能调整，中国大连高级经理学院改由国务院国有资产监督管理委员会管理，为其直属副部级单位。2007年3月，英特尔与大连市政府、大连理工大学就创建半导体技术学院签署协议。半导体技术学院位于大连市经济技术开发区辽河西路191号。2009年6月21日，校方举行了建校60周年的盛大庆典。2010年，大连理工大学与数所兄弟院校签署卓越人才培养合作框架协议。2012年7月28日，大连理工大学与辽宁省盘锦市签署设立并共办大连理工大学盘锦校区协议。2012年大连理工大学正式启动领军型大学建设工程。

## 精神文化
大连理工大学在其官方简介中写道：
 大连理工大学以培养精英人才、促进科技进步、传承优秀文化、引领社会风尚为宗旨，秉承“海纳百川、自强不息、厚德笃学、知行合一”的精神，坚持“求知问真、追求卓越，修身悟道、引领未来”的理念，致力于创造、发现、传授、保存和应用知识，勇于担当社会责任，服务国家、造福人类。

## 校区
目前，大连理工大学拥有三个校区，包括主校区、开发区校区和盘锦校区。原市内校区面积10.6万平方米（159亩），位于大连市西岗区，是学校最早的办学基地，建于1949年，为日式建筑，是原化工学院和石油化工学院的所在地。2010年，化工学科群整体搬迁到主校区后，原市内校区将转变为以提供职业教育培训为主，不再作为校区而存在。

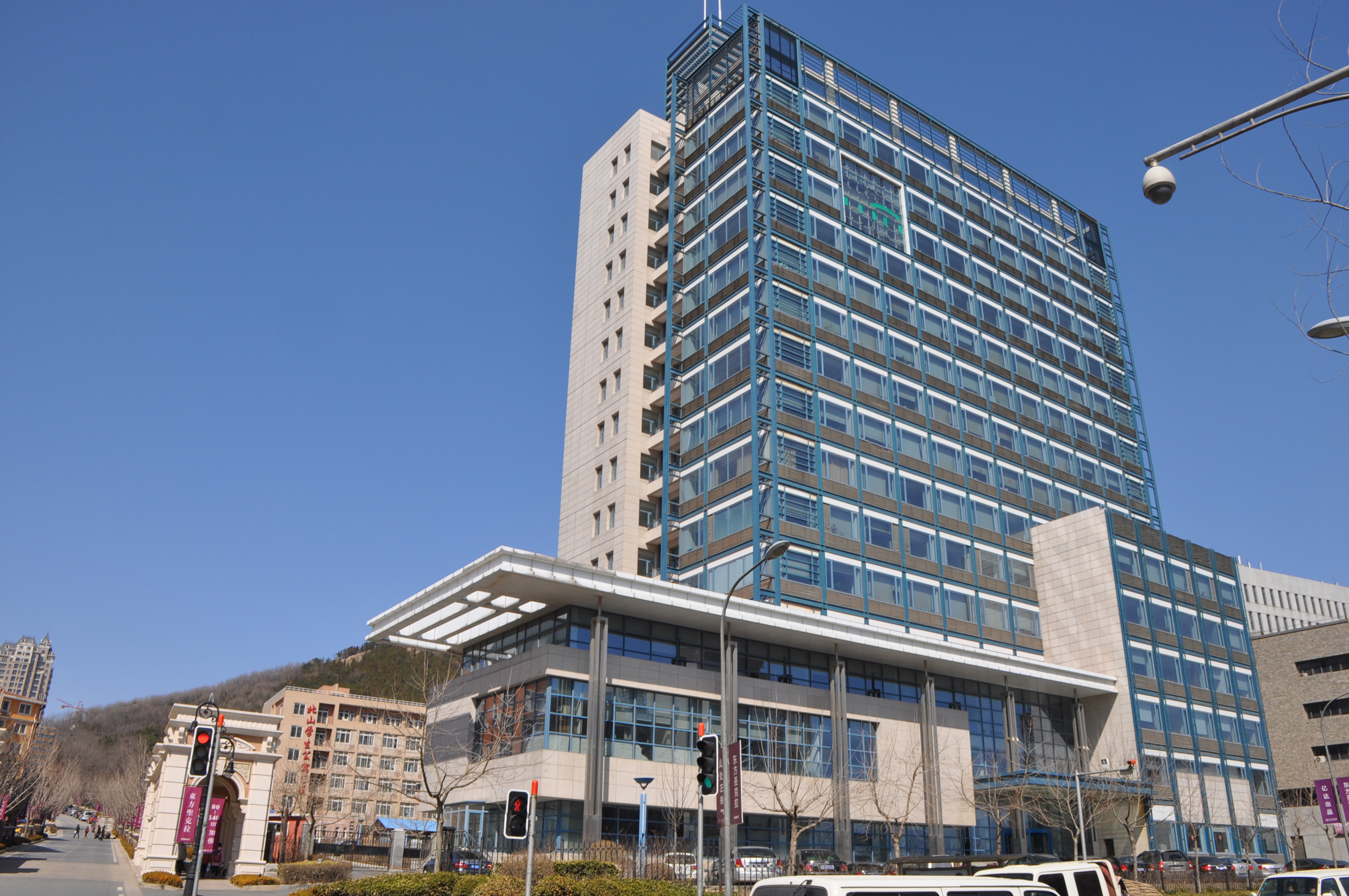
科技园大厦B座

### 主校区
主校区位于大连市高新区凌工路2号，占地面积211.4万平方米（3171亩）。学校提供了主校区的全3D虚拟校园。伯川图书馆和令希图书馆也位于主校区，分别以第一任校长屈伯川博士、第二任校长钱令希院士之名命名，面积合计7.6万平方米。馆藏图书275.8万册，中外文电子期刊55302余种，80个平台、232个各类中外文数据库。此外，各院系还建有多个专业图书资料中心。此外，主校区还有多个大型体育运动场和一个以曾在該校长期执教的中国奥运体育先驱刘长春教授命名的大型体育馆，包括中心比赛馆和游泳馆等。

### 开发区校区
开发区校区于2004年8月正式启用。开发区校区位于金普新区图强路321号，距离主校区约43公里。校区位于大黑山脚下，占地面积约81.3万平方米（1220亩），建筑面积约15万平方米。校区现有软件学院、大连理工大学—立命馆大学国际信息与软件学院、微电子学院、外语教育中心和软件工程研究院。校区内有一所食堂、快递驿站等生活设施和数栋学生公寓，此外还有图书馆、教学楼、实验中心、体育馆和行政楼等教学相关设施。开发区校区与凌水校区高考招生代码相同，同属大连校区。

### 盘锦校区
盘锦校区坐落在盘锦市辽东湾新区，与营口西市区隔河相望，为辽河入海口湿地生态区。校园规划占地面积131万平方米（1965亩），其中已建成的一期校园占地56.3万平方米（844.5亩）、总建筑面积38.3万平方米，拥有50栋单体建筑，包括图书馆、教学楼、实验中心、行政办公、学生公寓、教师公寓以及较完备的体育设施等。盘锦校区重点发展和建设与海洋科学与技术、生命科学与生物技术、食品科学与工程、环境与生态科学、医学与药学、文法商学等相关学科与专业，积极拓展石油化工、海洋工程与装备、知识产权保护、生态农业与湿地保护等相关的学科及专业。不同于分校的概念，该校区和大连理工大学同为一个法人。另一方面，该校区独立于其他校区招生。
| 年份 | 大连校区 | 盘锦校区 | 分差 |
| 2020 | 622      | 582      | 40   |
| 2019 | 614      | 582      | 32   |
| 2018 | 630      | 594      | 36   |
| 2017 | 605      | 566      | 39   |
| 2016 | 618      | 577      | 41   |
| 2015 | 608      | 562      | 46   |
| 2014 | 625      | 583      | 42   |
| 2013 | 619      | 577      | 42   |
| ---- | -------- | -------- | ---- |

## 学生生活

### 资讯化校园
2012年学校在校园内建立了亚洲面积最大的的校园高速无线网络。2013年8月26日起，学校启用名为“玉兰卡”的校园一卡通，该卡可以供教师、学生和校友使用，具有校园购买服务的支付（水、电等）、图书借阅、大型公共计算设备租用、实验和科研设施预约使用等综合功能。

### 碧海青天BBS
碧海青天（BHQT）BBS是学校的官方BBS，创建于1996年。

### 社团
大连理工大学于1988年成立了大学生艺术团，包括乐团、舞蹈团、合唱团、话剧团、曲艺团、凌魂车队等。其中，“模拟联合国大学”这个发端于美国哈佛大学（设立于联合国成立前）的社团于2007年在大连理工大学生根发芽。

## 经费
大连理工大学的办学经费主要来源于政府投入，包括国家教育部生均教育拨款、中央高校基本业务费、211工程和985工程中央地方（教育部，辽宁省和大连市三方）共建拨款等稳定拨款和政府竞争性科技资金投入，以及社会横向科技合作经费等。相比于其它重点大学，大连理工大学的办学经费较少（参见985工程）。2011年度，学校财政收入合计约25亿元，其中来自国家层面的财政资金拨款收入约13亿元。2013年度，学校财政收入32亿多元，其中财政性资金拨款收入约19亿元。
2012年，教育部、辽宁省、大连市在大连签署“985工程”三期建设协议，继续重点共建大连理工大学。

## 学科设置
现有27个一级学科博士点，150个二级学科博士点；42个一级学科硕士点，232个二级学科硕士点，22个博士后科研流动站，还有工商管理硕士（MBA，含EMBA）、公共管理硕士（MPA）、建筑学、工程硕士4个专业学位授予权以及高校教师在职攻读硕士学位授予权。
截至2007年，大连理工大学的一级国家重点学科有4个：力学、水利工程、化学工程与技术、管理科学与工程。4个一级重点学科共覆盖15个二级国家重点学科：一般力学与力学基础；固体力学；流体力学；工程力学；结构工程；水文学及水资源；水力学及河流力学；水工结构工程；水利水电工程；港口、海岸及近海工程；化学工程；化学工艺；生物化工；应用化学；工业催化；管理科学与工程。6个未被覆盖的二级国家重点学科为：计算数学、等离子体物理、机械制造及自动化、结构工程、船舶与海洋结构物设计制造、环境工程。还有2个二级国家重点（培育）学科：动力工程、技术经济。

## 人才培养

### 发展历程
大连理工大学自创立之初，李一氓、屈伯川、钱令希等就提出以人才培养为本、科研与教育并重的办学方针。
1980年，学校借助邓小平与美国总统卡特先生推动设立“中美工业科技管理培训中心”为中国培养工商管理人才的契机，成立了管理系，开启了学校人文社科发展之路。当时，由于“培训中心”的师资全部为美国大学派驻的教授，缺少懂得工商管理和英语的国内教师和翻译，美国商务部从美国“常青藤大学联盟”成员学校选派了数十位英语教师来到大连，为中方教师、学员、翻译提供英语语言教学，学校借此契机设立了外国语学院，并聘请这些外语教师为学校本科生、研究生开设全英文的语言教育课程（入校需分级测试，合格者进入英语外教班），并逐步发展成为具有学校特色的各类本科“外语强化班”。

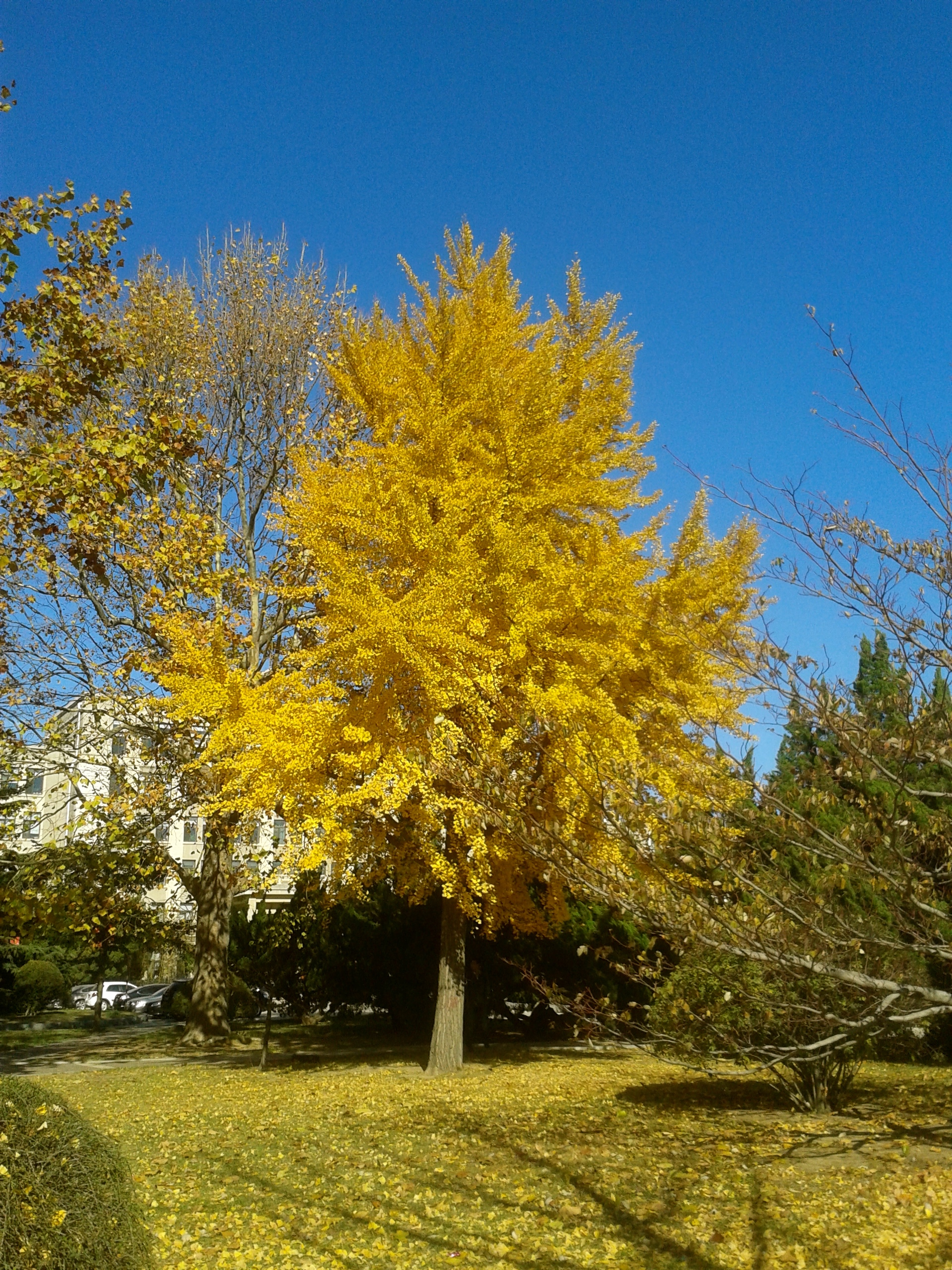
主校区的银杏树

1985年，学校成立“大学生发明协会”；2003年，该协会发展成为“大学生创新院”，大规模接纳本科生开展科技创新实验；2007年，学校正式设立“创新实验学院”，作为独立的院系招收拥有突出科技创新潜质的学生进行系统的创新实验教育。学校创新实验学院通过对学生实施科技创新的系统强化教育，先后受到胡锦涛、刘延东等国家领导人的高度赞扬。
2008年，为进一步明确学校的人才培养定位，学校颁布《关于实施精英教育、培养精英人才的意见》，开始全面实施精英教育；同年，为实施宽口径、厚基础的培养人才培养方针，学校实行大类招生、大类培养的培养方式。
2010年，学校数学科学学院被教育部批准为全国“理科数学人才培养基地”。根据基础学科拔尖人才培养的需要，学校依托“理科数学人才培养基地”、“国家物理基础实验中心”、“国家化学化工基础实验中心”等，自2010年开始分别在数学、物理、化学等学科，开设“理科数学基地班”、“物理基础科学班”、“化学基础科学班”，实施基础学科拔尖人才培养计划。
2011年，为充分利用学校力学学科的学术实力和国内外影响力，学校在力学学科开设“钱令希力学实验班”，致力于拔尖力学人才培养。同年，为推动校园国际化水平的提高，吸引更多留学生来华留学，学校在“化学工程与工艺”、“机械设计制造及自动化”、“土木工程”等专业开设“国际班”，国内本科生与留学生统一编班授课，按照国际培养方案、英文教材实施教育培养。
2012年，学校按照精英教育的定位，再次全面修订本科、研究生培养方案，并将通识教育纳入人才培养体系。至此，畅行于欧美一流高校的通识教育正式纳入学校的人才培养体系。根据新的培养方案，面向全校本科学生的通识教育包括人类文明、社会发展、科技进步、心智启迪、人文经典选读等模块共计27门课程，核心课程包括人类文明史、社会学、经济学原理、科学技术史、科学与工程伦理、逻辑学、艺术学等。

### 学生规模
截至2013年10月，学校注册的全日制在校学生为34000余人，其中博士生3700余人，硕士生9500余名，本科生20000余人，预科生70名，外国留学生700余名。

### 教师队伍
学校现有教职工3700余人，其中专任教师2140人，包括全职中国科学院院士6人，中国工程院院士5人，双聘院士30人，国务院学位委员会学科评议组成员11人，“千人计划”入选者18人，长江学者奖励计划特聘教授23人、讲座教授11人，国家杰出青年基金获得者33人，“973计划”项目首席科学家10人，“973计划”青年科学家专题项目首席科学家1人，百千万人才工程国家级人选11人，教育部跨世纪优秀人才基金获得者18人，教育部“新世纪优秀人才支持计划”入选者122人，全国高等学校教学名师奖获得者4人，辽宁省高等学校教学名师奖获得者25人，博士生导师614人，教授等正高职人员640人，副教授等副高职人员1153人。

### 资助与奖励
学校设有面向全校或特定院系的奖学金和助学金项目数十种，主要包括国内教育拨款、商业企业、校友、社会各界友好人士、外海机构及友好人士等设立的奖学金和助学金项目，学生可以结合自身的条件和学业表现申请这些奖励和资助。此外，学校还是几十种外部奖学金、助学金基金会的成员单位，在校学生也能申请这些基金项目。

## 院系设置

### 概述
在建校初期的1949年至1952年，李一氓、屈伯川等按照综合性大学的办学理念和目标设立了八个院系，后来因全国性院校调整折损过半。1958年开始，学校先后重建或新建了多个理学、工学院系，包括数学系、物理系、土木工程系、船舶工程系、内燃机系、材料工程系、电子工程系、电气系、计算机系等。1980年以来，学校根据通识教育和全面素质教育的需要，在继续新建理工学科院系的同时，开始发展人文社科学科院系，先后设立了管理学院、外国语学院、公共管理系、经济学系、法律系、哲学系、中文系、新闻传播系等。
目前，学校已发展成为具备精英人才培养、高水准科研、社会服务所必须的以理学、工学为主、人文社科学科体系较为完备的综合性学科院系（尚无医学学科）。学校设有研究生院，主校区设有30余个独立建制的学部学院，开发区校区设有3个独立建制的学院，盘锦校区设有4个独立建制的学院，另有3个专门学院（创新创业学院、国际教育学院（留学生办公室、港澳台学生事务办公室）、远程与继续教育学院）和1所独立学院（城市学院）。
大连凌水主校区
- 化工学院
- 环境学院
- 生物工程学院
- 机械工程学院
- 材料科学与工程学院
- 能源与动力学院
- 机器人与智能系统研究院
- 电气工程学院
- 信息与通信工程学院
- 控制科学与工程学院
- 计算机科学与技术学院
- 建设工程学院
- 力学与航空航天学院
- 船舶工程学院
- 医学部
  - 生物医学工程学院
  - 基础医学院
  - 临床医学院
  - 医工交叉研究院

- 未来技术学院/人工智能学院
- 经济管理学院
- 建筑与艺术学院
- 马克思主义学院
- 外国语学院
- 物理学院
- 数学科学学院
- 光电工程与仪器科学学院
- 化学学院
- 人文学院
- 公共管理学院
- 高等教育研究院
- 体育与健康学院
- 国际教育学院（留学生办公室、港澳台学生事务办公室）
- 创新创业学院
- 大连理工大学白俄罗斯国立大学联合学院
- 远程与继续教育学院

开发区校区
- 软件学院
- 大连理工大学-立命馆大学国际信息与软件学院
- 集成电路学院

盘锦校区
- 盘锦校区
- 大连理工大学莱斯特国际学院
- 化工海洋与生命学院
- 商学院
- 公共基础学院

### 科研机构
| - 国家级 - 海岸及近海工程国家重点实验室 - 精细化工国家重点实验室 - 工业装备结构分析国家重点实验室 - 船舶制造国家工程研究中心 - 电子政务模拟仿真国家地方联合工程研究中心 - 桥梁与隧道技术国家地方联合工程实验室 - 国家深海工程创新实验中心 - 大连理工大学国家大学科技园 - 大连理工大学技术转移中心 - 国家振动与强度测试中心 | - 部级 - 精密与特种加工教育部重点实验室 - 工业生态与环境工程教育部重点实验室 - 海洋能源利用与节能教育部重点实验室 - 三束材料改性教育部重点实验室 - 教育部模塑制品工程研究中心 - 教育部制造管理技术工程研究中心 - 教育部动物性食品安全保障技术工程研究中心 | - 省级 - 辽宁省先进光电子技术重点实验室 - 辽宁省微纳米技术及系统重点实验室 - 辽宁省内燃机重点实验室 - 辽宁省工业设备先进控制系统重点实验室 - 辽宁省生物基化学品重点实验室 - 制造管理信息化重点实验室 - 辽宁省工程防灾减灾重点实验室 - 辽宁节能与新能源汽车动力控制与整车技术重点实验室 - 辽宁省海水淡化重点实验室 - 辽宁省精细化工工程研究中心 - 辽宁省先进装备设计与CAE软件工程研究中心 - 辽宁省电子政务工程研究中心 - 辽宁省先进船舶技术工程技术研究中心 - 辽宁省高性能树脂工程技术研究中心 - 辽宁省工业生态与环境工程技术研究中心 - 辽宁省车辆先进设计制造工程技术研究中心 - 辽宁省硼镁资源化工与新材料工程技术研究中心 |

### 科研成果
大工人主持或参与了中华人民共和国多个项目的研制，如第一颗返回式卫星、第一台激光器（王之江主持研制固体红宝石激光器）、第一艘核潜艇（彭士禄任总设计师，钱令希等负责壳体强度、开孔和稳定性的研究任务）、第一座现代化油港、第一座现代化军港、第一座现代化渔港、第一台微波气象雷达（保铮等）、第一根无缝钢管、第一台超高压静电抑制设备、第一台4.5兆伏特静电加速器（陈佳洱主持）等。
进入21世纪，大连理工大学又有多项科研成果获得国家科学技术奖励，例如（仅统计作为第一完成单位的项目）：
- 国家自然科学奖：结构拓扑优化中奇异最优解的研究（程耿东等，2007，二等奖）；复杂防洪调度系统的多目标决策及径流预报理论（程春田等，2010，二等奖）；基于模拟关系的计算力学辛理论体系和数值方法（钟万勰等，2011，二等奖）；提高光催化环境污染控制过程能量效率的方法及应用基础研究（全燮等，2012，二等奖）；荧光染料识别与响应调控的理论与应用基础研究（彭孝军等，2014，二等奖）；海洋天然气水合物分解演化理论与调控方法（宋永臣等，2019，二等奖）；复杂约束下结构优化设计理论与方法研究（郭旭等，2019，二等奖）。
- 国家技术发明奖：含二氮杂萘酮联苯结构新型聚芳醚砜酮（PPESK）及其制备法（蹇锡高等，2004，二等奖）；压电石英现代测试理论、方法、系列化新型测量仪及其应用（孙宝元等，2006，二等奖）；大幅面数码喷墨染料及其应用（彭孝军等，2007，二等奖）；基于能源节约型低能耗激光增强电弧高效焊接集成技术（刘黎明等，2008，二等奖）；硬脆材料复杂曲面零件精密制造技术与装备（郭东明等，2009，一等奖）[37]；杂萘联苯聚醚腈砜系列高性能树脂及其应用新技术（蹇锡高等，2012，二等奖）；关联面形约束的大型复杂曲面加工技术与装备（贾振元等，2015，二等奖）；高性能铜合金连铸凝固过程电磁调控技术及应用（李廷举等，2016，二等奖）；大型结构光纤传感监测关键技术及其同步采集装备（李宏男等，2016，二等奖）；基团功能强化的新型反应性染料创制与应用（张淑芬等，2017，二等奖）；高性能碳纤维复合材料构件高质高效加工技术与装备（贾振元等，2018，一等奖）；大尺寸硅片超精密磨削技术与装备（康仁科等，2019，二等奖）。
- 国家科学技术进步奖：从活性染料到反应性染色的理论与实践（杨锦宗等，2001，二等奖）；高硅择形沸石的研制及其在烃转化中的应用（王祥生等，2004，二等奖）；开孔消浪沉箱结构波浪力学计算方法的研究及应用（李玉成等，2008，二等奖）；多高层建筑多维抗震分析与振动控制理论及工程应用（李宏男等，2008，二等奖）；核电厂地基及防护构筑物的抗震安全评价及其工程实践（孔宪京等，2011，二等奖）；工程结构抗灾控制新技术与工程应用（李宏男等，2011，二等奖）；含烃石化尾气梯级耦合膜分离技术的研发与工业应用（贺高红等，2011，二等奖）；高土石坝抗震设计理论研究与工程应用（孔宪京等，2013，二等奖）；超高层建筑钢骨高强混凝土结构体系抗震关键技术及其应用（贾金青，2018，二等奖）。

其他成果有：李洪兴等在世界上首次实现空间四级倒立摆实物系统控制；王立鼎等研制成功1级精度基准齿轮；姚山等成功研制世界最大激光3D打印机。

## 发展状况
1993年8月，中共中央总书记江泽民视察学校，称赞“读书做学问的好地方”，并为学校题写校名。90年代，学校与大连市领导出现分歧，造成发展受限。1980年代后期到21世纪初，学校自身的问题（如目光短浅、不思进取、无所作为等）也是错过发展机遇的重要原因，相当多的毕业生对此表示不满和惋惜。在后来的高校合并浪潮中，校方顶住压力，未曾参与其中，使得学校地位在一些所谓的排名中较为靠后。2002年6月，胡锦涛调研学校，勉励师生发扬传统，努力奋斗。2003年，大连理工大学升级为中央管理的副部级大学。2006年和2007年，中央分别任命欧进萍为校长、张德祥为党委书记，有人指出大连理工大学的领导开始非名校化。在科学技术部2008年重点实验室评估中，三束材料改性国家重点实验室被评为较差类实验室，已撤销。学校目前拥有3个国家重点实验室（页面存档备份，存于）。从国家重点学科、科研机构、师资力量、毕业生等统计数据可以看出，大连理工大学的传统学科（如力学、水利、化工等）较强，基础科学（数学、物理、化学等）次之，而在计算机、通信、电子和控制等领域依然任重而道远。此外，还有一些其它因素影响学校的发展，如地理位置较为偏僻（大连三面环海，辐射能力有限）；教育氛围较江浙一带要弱（政府的教育投入和居民的成才率与发达地区相比还有不小的差距）；多个校区办学，且相距较远，分散了资源，增加了困难；与辽宁省和大连市的关系等。辽宁省省长陈政高表示大连理工大学不是领军大学，省、部将一起把它搞上去。学校现在正以“世界一流大学”为目标加紧发展。
| 《大连理工大学“十二五”发展规划（2011—2015年）》中的学科定位 |
| --- |
| 2.提升传统优势学科水平……化学工程与技术、管理科学与工程、水利工程、力学……3.强化理科比较优势……继续加强计算数学、等离子体物理等特色学科专业建设……4.提升人文与社会科学学科整体水平……5.谋划和布局战略性新兴产业相关学科发展……着力发展与战略性新兴产业相关学科，促进传统学科向新能源、新材料和高端制造、高性能计算、信息网络、生命科学、空天海洋地球科学等领域拓展……促进材料、电子、信息、计算机与控制、软件工程、生物医学等相关学科快速发展…… |

## 人物

### 毕业生
- 網紅：老高，畢業於機械自動化專業。

### 教授
下面列表罗列了大连理工大学的部分教授。
- 贾振元，中国机械制造专家，中国科学院院士，现任大连理工大学校长。
- 安利佳，遗传及生物化学工程专家。
- 毕德显，大连工学院电讯雷达系创始人，电机系与电讯系首任系主任。
- 陈景文，环境工程专家，长江学者、国家杰出青年基金获得者。
- 陈震，千人计划教授，力学家。
- 段春迎，应用化学和精细化工专家，国家杰出青年基金获得者。
- 顾元宪，计算力学家。
- 郭东明，机械制造自动化专家，中国工程院院士，曾任大连理工大学校长。
- 郭可信，中科院院士，大连理工大学材料系首任系主任。
- 何友声，中国工程院院士，曾任造船系秘书。
- 贺高红，膜分离工程专家，长江学者、国家杰出青年基金获得者。
- 侯毓汾，大连工学院染料化学学科创始人，著名染料化学家。
- 侯召民，千人计划教授，著名化学家，日本理化学研究所主任研究员。
- 胡永康，著名力学家。
- 蹇锡高，化工专家，中国工程院院士。
- 姜辛，材料学家。
- 李宏男，土木工程专家，长江学者，建设工程学部部长。
- 李一氓，著名教育家，大连大学主要创始人之一，大连大学首任校长。
- 林皋，水利工程与地震工程专家，中国科学院院士。
- 林纪方，大连工学院化学工程学科创始人之一，著名化学工程专家。
- 林家浩，著名力学家，大连工学院力学系创始人之一。
- 刘长春，中华体育先驱，大连理工大学第一位体育学教授，是第一位代表中国参加奥运会的著名短跑运动员，原任中国奥组委副主席。
- 吕小兵，化学工程及催化专家，长江学者、国家杰出青年基金获得者。
- 吕振羽，著名历史学家，第二任校长，中国科学院学部委员，曾任中央党校顾问。
- 聂恒锐，大连工学院化学工程学科创始人之一，著名化工专家。
- 欧进萍，工程力学、抗震减灾工程专家，2003年当选为中国工程院水利建筑学部院士，2006.4-2012.8任校长。
- 彭少逸，中国科学院学部委员。
- 彭孝军，精细化工专家，长江学者特聘教授，精细化工国家重点实验室主任。
- 齐康，著名建筑学家，建筑系创始人之一，钱令希院士挚友，曾任建筑系首任系主任。
- 钱令希，著名教育家、科学家、力学专家，中国计算力学学科奠基人，中国科学院资深院士，大连理工大学创始人之一，曾任大连工学院院长。
- 邱大洪，海洋工程及近海工程专家，中国科学院院士。
- 邱介山，催化与碳材料专家，长江学者特聘教授。
- 屈伯川，1930年代瑞士苏黎世大学博士毕业，著名教育家、化工专家，大连工学院创始人之一，曾任延安自然科学院教务长，李鹏总理的导师。
- 全燮，环境工程及工业催化专家。
- 沈其震，著名生理医学家，大连大学的发起人和主要创始人之一，曾任中央军委卫生部第一副部长兼新四军卫生部长、大连大学医学院院长、中央卫生研究院院长。
- 宋钢兵，力学家。
- 唐春安，采矿工程专家，长江学者。
- 唐立民，著名力学家，大连工学院力学系创始人之一。
- 王大珩，大连工学院创始人之一，著名光学家，国内光学工程学科奠基人，“两弹一星”功勋奖章得主，中国科学院院士，曾担任物理系首任主任。
- 王淦昌，大连工学院创始人之一，著名核物理学家，中国原子弹之父，“两弹一星”功勋奖章得主，中国科学院院士，陈佳洱院士的导师。
- 王刚义，吉林长春人，法学教授，中国冰人，南极勇士，创造多项吉尼斯世界纪录，世界和平大使。
- 王立鼎，著名精密机械专家，中国科学院院士。
- 王仁宏，数学家。
- 王希季，航天技术专家，“两弹一星”功勋奖章得主，中国科学院院士。
- 王友年，等离子物理专家。
- 王众托，管理工程专家，中国工程院院士。
- 吴式枢，大连工学院理论物理学科创始人，理论物理学家
- 徐利治，著名组合数学家，教育家，《数学研究与评论》首任主编。
- 杨凤林，环境工程专家，环境学院创始人。
- 杨青，生物化工及酶工程专家，国家杰出青年基金获得者，国际杂志Biofuels, Bioproducts and Biorefining（John Wiley）编委；Applied Biochemistry and Biotechnology（Springer） 编委。
- 杨锦宗，精细化学工程专家，中国工程院院士。
- 杨槱，大连工学院船舶系创始人，中国科学院院士，船舶与海洋结构物设计制造专家，造船系首任系主任。
- 袁万钟，无机化学家。
- 张大煜，大连工学院化工学院创始人之一，催化化学家，国内催化化学学科奠基人之一，中国科学院院士。
- 张洪武，计算力学家，现任运载学部主任。
- 张淑芬，精细化学工程专家，长江学者。
- 赵国藩，土木工程专家，中国工程院院士。
- 赵建章，化学工程专家。
- 钟万勰，著名计算力学专家，中国科学院院士。
- 周荫强，长江学者特聘教授，香港大学经济与工商管理学院教授。

## 历任领导
| 称谓         | 姓名   | 照片 | 在任时间         |
| ------------ | ------ | ---- | ---------------- |
| 大连大学校长 | 李一氓 |      | 1949.03－1949.11 |
| 大连大学校长 | 吕振羽 |      | 1949.11－1950.07 |

| 称谓           | 姓名   | 照片 | 在任时间         |
| -------------- | ------ | ---- | ---------------- |
| 大连工学院院长 | 屈伯川 |      | 1949.02－1966.08 |
| 大连工学院院长 | 屈伯川 |      | 1979.03－1981.09 |
| 大连工学院院长 | 钱令希 |      | 1981.09－1985.09 |
| 大连工学院院长 | 金同稷 |      | 1985.09－1988.01 |

| 称谓             | 姓名   | 照片 | 在任时间         |
| ---------------- | ------ | ---- | ---------------- |
| 大连理工大学校长 | 金同稷 |      | 1988.01－1991.12 |
| 大连理工大学校长 | 林安西 |      | 1991.12－1995.11 |
| 大连理工大学校长 | 程耿东 |      | 1995.11－2006.04 |
| 大连理工大学校长 | 欧进萍 |      | 2006.04－2012.08 |
| 大连理工大学校长 | 申长雨 |      | 2012.08－2014.02 |
| 大连理工大学校长 | 郭东明 |      | 2014.02－2023.02 |
| 大连理工大学校长 | 贾振元 |      | 2023.02－        |

| 称谓             | 姓名   | 照片 | 在任时间         |
| ---------------- | ------ | ---- | ---------------- |
| 大连大学党委书记 | 段玉明 |      | 1948.10－1949.11 |
| 大连大学党委书记 | 吕振羽 |      | 1949.11－1950.07 |

| 称谓               | 姓名   | 照片 | 在任时间         |
| ------------------ | ------ | ---- | ---------------- |
| 大连工学院党委书记 | 吴健   |      | 1951.05－1952.10 |
| 大连工学院党委书记 | 白长和 |      | 1952.10－1957.12 |
| 大连工学院党委书记 | 崔健   |      | 1957.12－1965.08 |
| 大连工学院党委书记 | 周明   |      | 1978.09－1983.03 |
| 大连工学院党委书记 | 雷天岳 |      | 1984.02－1985.09 |
| 大连工学院党委书记 | 钱冬生 |      | 1985.09－1988.01 |

| 称谓                 | 姓名   | 照片 | 在任时间         |
| -------------------- | ------ | ---- | ---------------- |
| 大连理工大学党委书记 | 钱冬生 |      | 1988.01－1990.08 |
| 大连理工大学党委书记 | 金同稷 |      | 1990.11－1995.11 |
| 大连理工大学党委书记 | 林安西 |      | 1995.11－2007.08 |
| 大连理工大学党委书记 | 张德祥 |      | 2007.08－2014.05 |
| 大连理工大学党委书记 | 魏小鹏 |      | 2014.05－2016.03 |
| 大连理工大学党委书记 | 王寒松 |      | 2016.05－2021.10 |
| 大连理工大学党委书记 | 项昌乐 |      | 2021.10－        |

## 备注
1. ↑  大连理工大学在中国教育和科研计算机网（CERNET）网络中心正式注册的域名是dlut.edu.cn，学校也拥有域名dut.edu.cn
2. ↑  大连市金州区和大连市经济技术开发区已合并成为大连市金普新区，实行一套人马三块牌子（金普新区、经济技术开发区、金州区）[1]。
3. ↑  通常是教育部与地方政府按照相同比例出资，并且地方政府出多少教育部就出多少。
4. ↑  来自校长2012年春季作出的年度总结报告，此信息并不对外公开披露，但可以在教育部并不对外部公开出版的有关书面报告中查阅。
5. ↑  学校一直将现任国家知识产权局局长的申长雨算为全职院士
6. ↑  原大连市长薄熙来，曾经想要获取大连理工大学博士学位，校领导坚持在完成培养计划后才授予学位，从此与大连市结怨。2000年，朱镕基到大连时曾试图调解双方：赞许学校并要求薄承认错误。薄当场认错并同意把现为大连东软信息学院的土地免费给大工办软件学院，但遭校方拒绝，于是关系更僵，大连理工大学的发展也因此受到了极大限制。
7. ↑  国内提供的大学排名（e.g. 武书连中国大学排行榜）几乎无一可信，这些排名的独立性、客观性、权威性和它们使用的评价算法以及统计数据饱受质疑。